# Palyas
Palyas là một chi bướm đêm thuộc họ Geometridae.